# Eliyahu Rips
Eliyahu Rips ou Ilya Rips (en letton : Iļja Ripss ; en russe : Илья Аронович Рипс), né le 12 décembre 1948 à Riga (république socialiste soviétique de Lettonie, URSS) et mort le 19 juillet 2024 à Jérusalem (Israël), est un mathématicien israélien né soviétique, réputé pour ses recherches en théorie géométrique des groupes.
Il est devenu connu du grand public en coécrivant un article sur le code de la Bible.

## Biographie
Eliyahu Rips grandit en Lettonie (alors partie de l'Union soviétique). Il est notamment scolarisé dans la première école secondaire de Lettonie à participer aux Olympiades internationales de mathématiques. Le 9 avril 1969, Eliyahu Rips, qui a alors vingt ans et étudie à l'Université de Lettonie, tente de s'immoler lors d'une manifestation contre l'invasion soviétique de la Tchécoslovaquie. Il est en conséquence incarcéré par le gouvernement soviétique pendant deux ans mais, sous la pression de mathématiciens occidentaux, il est autorisé à émigrer en Israël en 1972.
En Israël, Eliyahu Rips rejoint le Département de mathématiques à l'Université hébraïque de Jérusalem, où il fera toute sa carrière de professeur. En 1975, il y termine son doctorat en mathématiques dont le manuscrit est reconnu comme étant d'intérêt international et reçoit le prestigieux prix Aharon Karzir. En 1979, Eliyahu Rips reçoit le Prix Erdős de la Société mathématique d'Israël. Il a également été speaker lors du Congrès international des mathématiciens en 1994.

### Controverse sur la Bible
À la fin des années 1970, Eliyahu Rips est le premier chercheur à faire une recherche systématique d'un code de la Bible à l'aide d'un ordinateur, se concentrant sur le début du Livre de la Genèse. Au début des années 1980, Doron Witztum commence à travailler avec lui puis, en 1994, Rips, Doron Witztum et Yoav Rosenberg publient un article dans le journal Statistical Science, annonçant avoir découvert des messages codés dans le texte hébreu de la Genèse. En 1997, leur annonce est reprise dans un livre populaire, La Bible : le Code secret, du journaliste Michael Drosnin. Dans une déclaration publique, Eliyahu Rips prend ses distances avec les interprétations de Drosnin. Depuis la sortie de ce livre, les codes de la Bible sont sujets à controverses et critiqués, notamment par Brendan McKay.

## Sélection d'articles
- (en) E. Rips, « Subgroups of small cancellation groups », Bull. London Math. Soc., vol. 14, no 1,‎ 1982, p. 45–47
- (en) E. Rips et Z. Sela, « Structure and rigidity in hyperbolic groups. I », Geom. Funct. Anal., vol. 4, no 3,‎ 1994, p. 337–371
- (en) E. Rips et Z. Sela, « Canonical representatives and equations in hyperbolic groups », Invent. Math., vol. 120, no 3,‎ 1995, p. 489–512
- (en) E. Rips et Z. Sela, « Cyclic splittings of finitely presented groups and the canonical JSJ decomposition », Ann. of Math, vol. 146, no 1,‎ 1997, p. 53–109
- (en) Mark V. Sapir, Jean-Camille Birget et Eliyahu Rips, « Isoperimetric and isodiametric functions of groups », Ann. of Math, vol. 156, no 2,‎ 2002, p. 345–466
- (en) J.-C. Birget, A. Yu. Ol'shanskii, E. Rips et M. V. Sapir, « Isoperimetric functions of groups and computational complexity of the word problem », Ann. of Math, vol. 156, no 2,‎ 2002, p. 467–518